# 救貧院 (アルムスハウス)

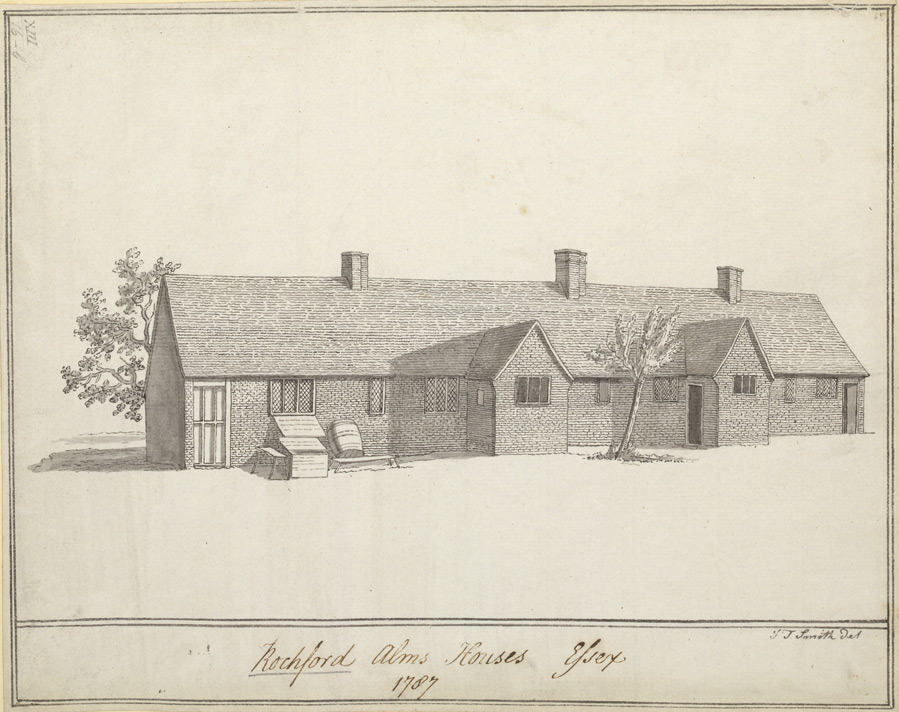
エセックス州Rochfordの救貧院を描いた1787年の絵。

救貧院（きゅうひんいん、英語: almshouse）は、（典型的には、高齢で働けず、家賃を支払えなくなった者など）入居対象となる社会的弱者が特定の地域社会に住み続けることを可能にするために、慈善団体によって提供される住居。特定地域の貧窮者を対象とするもののほか、何らかの形でかつて同じ雇用関係にあった者や、寡婦などを対象とするものがあり、一般的には慈善団体なりトラスト（信託団体）によって維持されている。
救貧院（アルムスハウス）は、特にイギリスで発達した制度であるが、日本語では同じく「救貧院」と訳されるワークハウス (workhouse) やプアハウス (poorhouse) とは異なり、働けない者を収容することが前提となっているため、労役場、授産施設としての性格は持っていない。

## 歴史
救貧院はヨーロッパのキリスト教に基づく制度のひとつであり、「アルムス」(英語: alms)とは、貧困者を助けるために寄せられる献金や奉仕のことである。イギリスでは、10世紀から救貧院が存在し、貧しく、高齢で、困窮した人々に住居を提供していた。記録に残されたイングランドで最初の救貧院は、10世紀前半の国王アゼルスタンによってヨークに設けられたもので、現存する最古のものはウィンチェスターの Hospital of St. Cross で、1130年代まで歴史を遡ることができる。
中世には、ヨーロッパの病院の多くが、救貧院としての機能を果たしていた。イギリスでも病院と救貧院は分化しておらず、しばしば修道院に付設されて存在していた。

## 現状

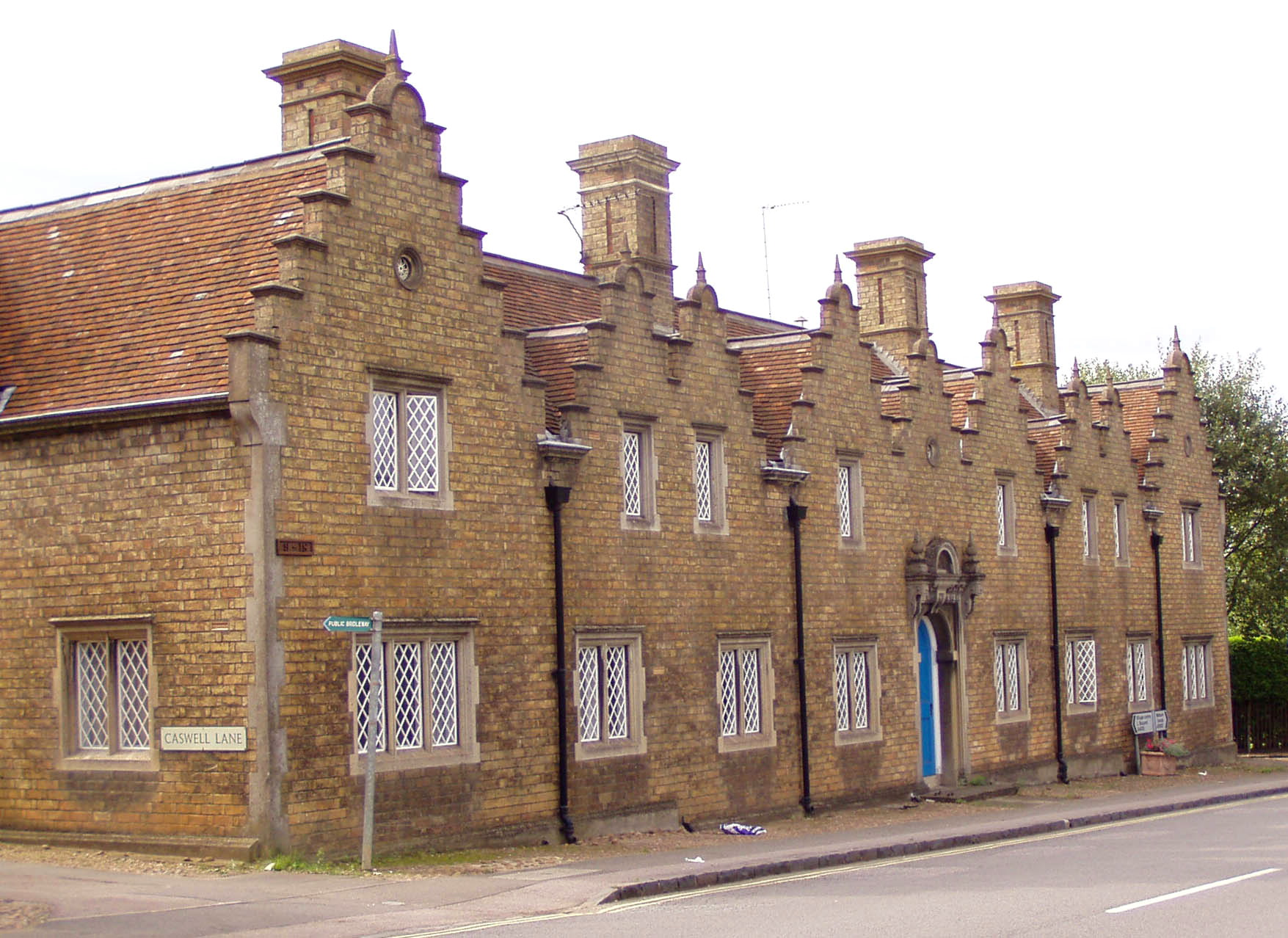
ベッドフォードシャー州Woburn, の救貧院。

救貧院は、10世紀以来、今日に至るまで設置され続けている。救貧院と、他の形態のシェルター住宅を厳密に区別する基準はないが、一般的に救貧院には慈善団体としての性格があり、居住者の自立した生活が続けられるよう支援するという目的がある。
救貧院の施設は、その歴史的な背景もあって、何軒もの小さなテラスハウス（長屋）やアパートから成る古い建物にあることが多く、比較的少数の居住者しか収容できない。イギリスでは現在も2,600の救貧院があり、提供するおよそ30,000戸の住居には36,000人が住んでいる。オランダでは、数多くの「ホフィエ (hofje)」（「中庭」の意）と称される救貧院に相当する施設が、高齢者（おもに女性）の住居として機能している。救貧院は、経済学的には家賃補助対象住宅の供給として位置づけられ、さらに管理人などは社会福祉資源と見なされる。近代的な（教会に依存しない）救貧院や、労役場としての性格を持った救貧院 (ワークハウス)は、1597年に施行されたイングランド最初の救貧法によって登場することになった。こうした施設は、居住者の性格、支援内容、名称などが様々な変化を重ねて来たが、1900年当時には、居住者の85パーセントが高齢者になっていたとされている。